# Estadio Bingo Atlético
El Estadio Bingo Atlético (広島県立びんご運動公園陸上競技場?), comúnmente conocido como Estadio Bingo, es un estadio multiuso ubicado en la ciudad de Onomichi de la prefectura de Hiroshima en Japón.

## Historia
El estadio fue inaugurado en 1992 como una de las sedes de la Copa Asiática 1992 en la que Japón fue el país organizador, es de superficie de césped natural y para el torneo contaba con capacidad para 9.245 espectadores, aunque más tarde aumentó a 10.000.
En la actualidad la sede es utilizada principalmente para competiciones a atletismo.

## Partidos

### Copa Asiática 1992
| 30 de octubre de 1992 | Corea del Norte | 0–2     | Irán                       | Bingo Sports Park, Onomichi                                 |                                                             |
|                       |                 | Reporte | Pious 30' · Ghayeghran 80' | Asistencia: 8,000 espectadores Árbitro(s): Omer Al-Mehannah | Asistencia: 8,000 espectadores Árbitro(s): Omer Al-Mehannah |

| 30 de octubre de 1992 | Japón | 0–0     | UAE | Bingo Sports Park, Onomichi                            |                                                        |
|                       |       | Reporte |     | Asistencia: 10,000 espectadores Árbitro(s): Wei Jihong | Asistencia: 10,000 espectadores Árbitro(s): Wei Jihong |

| 2 de noviembre de 1992 | Arabia Saudita                                     | 4–0     | Tailandia | Bingo Sports Park, Onomichi                            |                                                        |
|                        | Al-Owairan 4' · Al-Bishi 19' 72' · Al-Thunayan 64' | Reporte |           | Asistencia: 4,000 espectadores Árbitro(s): Ali Bujsaim | Asistencia: 4,000 espectadores Árbitro(s): Ali Bujsaim |

| 2 de noviembre de 1992 | Catar          | 1–2     | China               | Bingo Sports Park, Onomichi                            |                                                        |
|                        | Al-Sulaiti 20' | Reporte | Peng Weiguo 44' 58' | Asistencia: 4,500 espectadores Árbitro(s): Badara Sène | Asistencia: 4,500 espectadores Árbitro(s): Badara Sène |